# Insulele Canare

Harta insulelor Canare

Insulele Canare (spaniolă Islas Canarias) sunt un arhipelag format din opt insule de origine vulcanică din Oceanul Atlantic, relativ aproape de coasta de nord-vest a Africii, la vest de Maroc. Insulele aparțin Spaniei, formând o comunitate autonomă a acestei țări.
Insulele Canare (în ordinea formării, respectiv vȃrstei geologice) sunt următoarele: Fuerteventura, Lanzarote, Gran Canaria, Tenerife, La Gomera, La Palma, El Hierro.

## Formarea Insulelor Canare
Formarea Insulelor Canare a avut loc în mai multe faze de erupții vulcanice submarine:

- în intervalul cuprins între 15-22 milioane de ani s-a format o mare insulă, care a dăinuit pănă la ultima glaciațiune. In urma topirii gheții, nivelul apelor marine a crescut, luȃnd naștere din prima insulă 2 insule separate (Fuerteventura și Lanzarote), despărțite de un canal lung de 10 km și adȃnc de 40 m. 

- acum 11-14,5 milioane de ani au luat naștere insulele vulcanice Gran Canaria, Tenerife și La Gomera. 

- în urmă cu 2 milioane de ani s-a format insula La Palma, apoi insula El Hierro (1,5 milioane ani).
Lanțul Insulelor Canare s-a format prin mișcarea lentă a plăcii tectonice africane peste un hotspot static (punct fierbinte), care a furnizat magmă din adȃncime prin crăpăturile scoarței spre suprafață.

## Geografie fizică
Insulele și capitalele lor sunt:
- Fuerteventura (capitală Puerto del Rosario)
- Lanzarote (capitală Arrecife)
- Gran Canaria (capitală Las Palmas de Gran Canaria)
- Tenerife (capitală Santa Cruz de Tenerife)
- La Gomera (capitală San Sebastián de La Gomera)
- La Palma (capitală Santa Cruz de La Palma)
- El Hierro (capitală Valverde)

O mică insulă e La Graciosa cu capitala Caleta de Sebo.
Cea mai apropiată insulă se află la 108 km față de coasta de nord-vest a Africii.
Împreună cu Capul Verde, Madeira și Azore, insulele Canare formază ecoregiunea Macronezia. Vulcanul Teide de pe Tenerife este cel mai înalt munte din Spania. Datorită poziției insulelor luând în considerare vânturile, climatul poate fi umed sau foarte uscat. Câteva specii native sunt conservate, ca și arborele de drago (Dracaena draco) și pădurile de dafini Laurisilva.

## Geografie politică

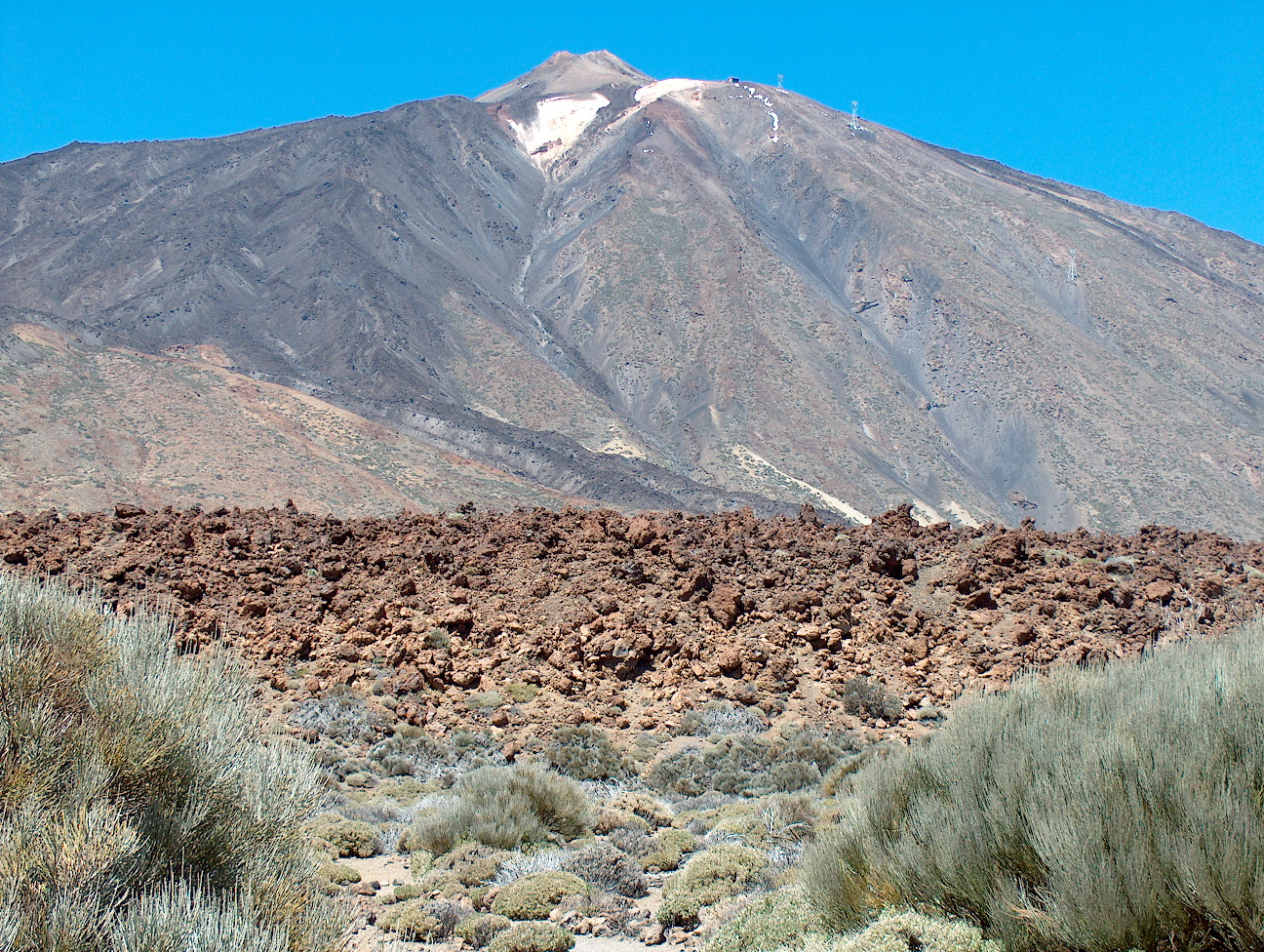
Teide (Tenerife) este cel mai înalt vârf din Spania și din toate insulele Oceanului Atlantic. Măsurându-l de la baza submersă, este al treilea vulcan de pe Pamânt ca masă și înălțime, după vulcanii Mauna Loa și Mauna Kea de pe insulele Hawaii.

Comunitatea Autonomă a Insulelor Canare consistă din două provincii,  Santa Cruz de Tenerife și Las Palmas, a căror capitale (Santa Cruz de Tenerife și Las Palmas de Gran Canaria) sunt co-capitale ale regiunii autonome. Fiecare din cele șapte insule importante este condusă de un ansamblu numit cabildo insular.

## Istorie
Insulele Canare sunt considerate a fi la originea mitului grec al Grădinii Hesperidelor.
Insulele au fost denumite „canare” (din latină canis, câine) datorită numărului mare de foci(focile erau numite "câini de mare") ce existau pe insule. Canarul (o specie locală de cănăraș: Serinus canaria) a fost denumit după insule. Fiind descoperite mai întâi de către puni, de guanși (în berberă: igwanciyen), apoi de aventurieri normani și portughezi, insulele au fost în final invadate și cucerite de Castilia spre sfârșitul secolului al XV-lea, populația locală scăzând în număr pe parcursul timpului, întâi din cauza măcelurilor comise de invadatori și de bolile introduse de aceștia, apoi prin amestecarea lor cu imigranții.

### Cronologie - de la începuturi până la dispariția populației localeguanșe
| Anul                      | Evenimentele |
| ------------------------- | --- |
| 10 milioane de ani î.e.n. | Formarea arhipelagului (prin vulcanism) |
| 3.000 de ani î.e.n.       | Cele mai vechi dovezi ale prezenței omului în arhipelag. |
| 1.100 de ani î.e.n.       | Fenicienii din Cartagina lasă monede în insule, probabil prin schimburi comerciale cu băștinașii. |
| 500 - 200 de ani î.e.n.   | Populații hamitice denumite Igwanciyen sosesc în arhipelag. |
| Secolul I e.n.            | Plinius relatează că regele berber al Mauritaniei, Juba II, a trimis o expediție către "Insula Canaria" (astăzi Gran Canaria). Ovidiu, în Metamorfoze, evoca de asemenea arhipelagul, pe care îl compară cu Grădina Hesperidelor. |
| Secolul II e.n.           | Pe harta lumii a lui Ptolemeu meridianul 0 trece prin El Hierro. |
| 1312                      | Arhipelagul este redescoperit de către genovezul Lancelotto Malocello. |
| 1402 - 1406               | Exploratorul Jean de Béthencourt invadează insulele Lanzarote, Fuerteventura și El Hierro în numele Castiliei. |
| 1441                      | Misionarul franciscan Diego de Alcala începe să creștineze guanșii din Fuerteventura. |
| 1478 - 1483               | Guanșii din Gran Canaria sunt învinși, parte măcelăriți, parte robiți. |
| 1492 - 1493               | Spaniolul Alonso Fernández de Lugo începe invazia insulelor La Palma și Tenerife. |
| 1494                      | La Tenerife, Alonso Fernández de Lugo este înfrânt de guanși la La Matanza la 31 mai 1494. |
| 1495                      | La 25 decembrie 1495 guanșii din Tenerife sunt definitiv învinși de spanioli. |

## Economie
Economia este bazată pe turism și pe agricultura tropicală (banană, tutun), exportând multă marfă în Europa continentală. Acest model duce la o imigrare masivă din Europa, Africa și din Americi. Geonomiștii sunt îngrijorați în privința resurselor și apelor, în special în insulele mai uscate care sunt exploatate excesiv.
Combinația de munți înalți și cer senin a făcut ca vârful Roque de los Muchachos din insula La Palma să devenă un loc prielnic de plasare a telescoapelor, cum ar fi Grantecan.
Insulele din afara Uniunii Europene sunt teritorii de vamă. Codul ISO 3166-1 alpha-2 IC este rezervat pentru a reprezenta insulele în afacerile vamale. Acestea se află sub același cod Internet ca și Spania.
Fusul orar din Canare este GMT, deci cu o oră mai puțin decât în Spania peninsulară.
Tenerife aparține arhipelagului Canare format din 7 insule, situat în Oceanul Atlantic, numite și Insulele Primăverii Eterne, este una din destinațiile unde se poate face plaja tot timpul anului. Playa de Las Americas, Los Cristianos situate în Sud, și Puerto de la Cruz in Nord, sunt cele mai apreciate stațiuni din Tenerife, renumite prin plajele deosebite și o viața de noapte activă.

## Religie

Bazilica Maicii Domnului din Candelaria, patroana Insulelor Canare.

Ca și în restul Spaniei, societatea Insulelor Canare este fundamental creștină, mai exact catolică. În Insulele Canare s-au născut doi sfinți catolici importanți: Petru de Betancur și Iosif din Anchieta, ambii născuți pe insula Tenerife. Au fost misionari în Guatemala, respectiv Brazilia. Principalul sanctuar al arhipelagului este Bazilica Maicii Domnului din Candelaria (Tenerife), patroană a Insulelor Canare.
Cu toate acestea, fluxurile migratorii în creștere (turism, imigrație etc.) măresc numărul credincioșilor altor religii găsite în insule, cum ar fi: musulmani, evangheliști și hinduși. Religia afro-americană, Religia tradițională chineză, Budism, Bahá'í și Iudaismul mai au reprezentanți. Există, de asemenea, o formă de neopăgânism autohton, Biserica Oamenilor din Guanși.

## Atracții turistice
Insulele Canare oferă nenumărate atracții turistice excepționale. Câteva exemple:
- Pe Tenerife:
  - El Teide - cel mai înalt con vulcanic din Spania (3.718 m), impresionant prin peisajele sale cu aspect lunar. El aruncă cea mai mare umbră existentă pe Pamânt. Se vede și de la 30–40 km depărtare. Aici s-a turnat filmul celebru „Planeta maimuțelor”.
  - Localitatea Icod de Vinos – unde se găsește un arbore dragon (Dracaena draco) milenar, cel mai vechi copac de pe insulă; Garachico – oraș distrus de pirați în 1706; Masca – veche așezare spaniolă.
  - Orașul Santiago del Teide cu cea mai mare expoziție europeană de perle.
  - Loro Parque: este cel mai mare parc din Europa. Pe o suprafata de 135.000 m² se găsesc cele mai bogate colecții de papagali, pinguini, crocodili, lei, tigri și altele; spectacol cu delfini și lei de mare; restaurante, cinematograf, etc.
- Pe insula La Gomera: Transfer cu feribotul la portul San Sebastian – unde Cristofor Columb a avut ultima oprire înainte să descopere Lumea Nouă. Se poate vizita Parcul Național Garajonay, considerat de către UNESCO Patrimoniu Național.
- Pe Gran Canaria: Transfer cu vaporul la capitala insulei, Las Palmas de Gran Canaria - turul orașului – localitatea și plaja Playa del Inglés, cu dune de nisip.